# Benjamin Bradlee
Benjamin Crowninshield "Ben" Bradlee (Boston, 26 de agosto de 1921 - Washington D. C., 21 de octubre de 2014) fue un periodista y editor estadounidense de The Washington Post durante el escándalo Watergate. También era uno de los mejores amigos de John F. Kennedy, presidente de los Estados Unidos entre 1961 y 1963.

## Biografía
Ben Bradlee se crio en Boston, Massachusetts, hijo de Frederick Josiah Bradlee, Jr. (1892-1970; descendiente directo de Nathan Bradley, el primer americano de ese apellido nacido en la colonia de Massachusetts en 1631), y de Josephine de Gersdorff (1896-1975), hija a su vez de Carl August de Gersdorff (1865-1944), descendiente de inmigrantes alemanes, y de Helen Suzette Crowninshield (1868-1941). Ben fue el segundo de tres hijos, con Freddy y Constantine. 
Durante la Segunda Guerra Mundial se desempeñó como oficial de Inteligencia Naval y de comunicaciones en el océano Pacífico a bordo del destructor USS Philip DD-498.

## Trayectoria
Hacia 1946, ingresó como reportero del New Hampshire Sunday News. En 1948 comenzó a trabajar para Washington Post como reportero, periodo en el que le tocó estar muy cerca del juicio por espionaje a Ethel y Julius Rosenberg. En 1957 pasó a Newsweek. 
Cuando regresó al Post, trabajó como su directivo desde 1968 hasta 1991. Durante ese tiempo, publicó los Pentagon Papers (Papeles del Pentágono), en desafío al gobierno federal, y supervisó los artículos concernientes al escándalo Watergate. Se retiró como director ejecutivo hacia septiembre de 1991. 
En los últimos años, permaneció como vicepresidente de la empresa hasta que fue vendida a Jeff Bezos, el dueño de Amazon, que derivó en el nombramiento como director de Frederick Ryan, un antiguo colaborador del conservador Ronald Reagan.

## En la cultura popular
Fue llevado al cine por Jason Robards, quien hizo de Bradlee en la película Todos los hombres del presidente, versión cinematográfica del libro homónimo (1974) de Bob Woodward y Carl Bernstein, que relata la investigación periodística que condujo al escándalo Watergate y que obligó a Richard Nixon a dimitir como presidente de los Estados Unidos.
También lo representó Tom Hanks en The Post, la película sobre el trabajo de los diarios The Washington Post y The New York Times, que publicaron los Papeles del Pentágono en los que se revelaba la implicación del gobierno de Estados Unidos durante la guerra de Vietnam. 

## Obras completas
Entre sus libros se encuentran: 
- la entrevista Conversations with Kennedy. W W Norton & Co Inc, noviembre de 1984. ISBN 978-0-393-30189-2 y
- la biografía A Good Life. Newspapering and Other Adventures. Simon & Schuster, octubre de 1995. ISBN 978-0-684-80894-9